# 범위 부호화
범위 부호화(영어: range encoding)는 G. 나이젤 N. 마틴이 1979년 논문에서 정의한 엔트로피 부호화이다.

## 같이 보기
- 산술 부호화
- 데이터 압축
- 허프먼 부호화
- 샤논-파노 부호화